# جزیره نخیلو

نقشه حمل و نقل استان بوشهر

جزیره نَخیلو از جزیره‌های غیرمسکونی ایرانی در خلیج فارس است که در شهرستان دیرِ استان بوشهر قرار دارد. این جزیره خالی از سکنه در حدود ناحیه بردخون در سواحل جنوبی استان بوشهر و در فاصله کمی نسبت به جزیره ام‌الکرم قرار گرفته‌است.
مساحت این جزیره حدود ۶۰ هکتار می‌باشد. منشاء آن صدفی - مرجانی و تقریباً بیضی شکل است. ارتفاع آن از سطح دریا یک و نیم متر است. از گیاهان شورپسند پوشیده شده‌است. در این جزیره پرستوهای دریایی پشت تیره، پرستوهای کاکلی بزرگ و کوچک و نوعی خرچنگ‌خوار و چکاوک کاکلی به‌سر می‌برند. جزیره نخیلو در حال حاضر بیش از هر چیز محل زیست لاک‌پشتان خلیج فارس است و یکی از نادرترین جزایر جهان و بی‌نظیرترین جزیره خاورمیانه در زمینه زادآوری پرندگان مهاجری دریایی است. در قسمت دیگری از جزیره نخیلو، تجمع کوچکی از جنگل‌های حرا در حاشیه خور مل کنزه وجود دارد.
سفر به جزیره نخیلو به دلیل تخم‌گذاری لاکپشتان و وجود پرندگان نادر ممنوع میباشد و برای حضور در جزیره باید مجوز اداره محیط زیست گرفته شود.